# هت آیلند (واشینگتن)
هت آیلند (به انگلیسی: Hat Island) یک منطقهٔ مسکونی در ایالات متحده آمریکا است که در شهرستان اسنوهومیش، واشینگتن واقع شده‌است. هت آیلند ۱٫۷۹ کیلومتر مربع مساحت و ۴۱ نفر جمعیت دارد.